# Johann Baptist Spaur

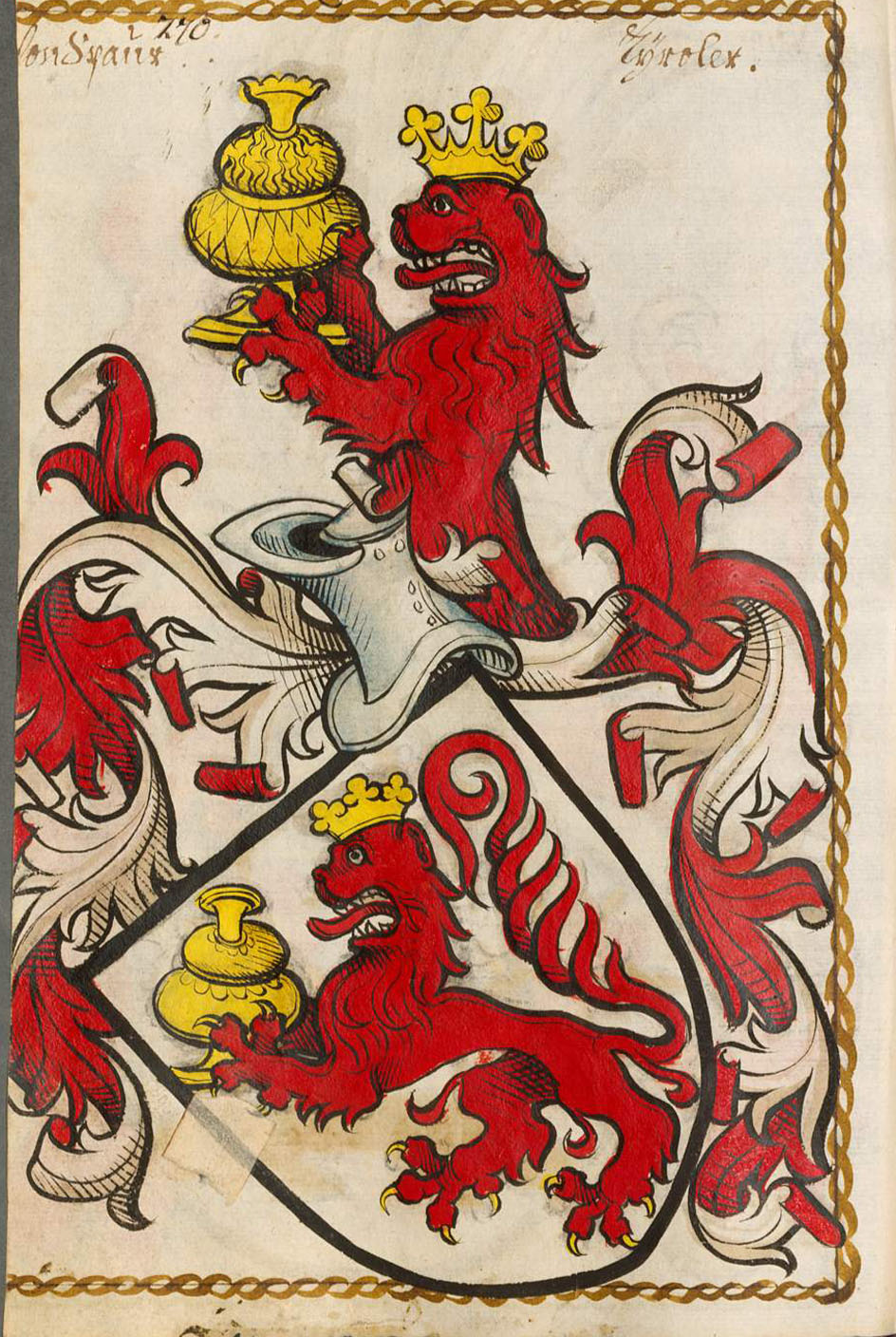
Stemma Spaur

Johann Baptist Spaur (Vienna, 1777 – Vienna, 1852) è stato un politico e diplomatico austriaco.

## Biografia
Nato a Vienna nel 1777, Johann Baptist Spaur era figlio del conte Friedrich Franz Joseph Spaur (1756-1826), proveniente da una nobile famiglia trentina originaria di Merano, che traeva origine del proprio cognome dal Castello di Sporo, poi germanizzato in Spaur. Egli aveva i titoli di Conte di Spaur, Pflaum e Valor.
Egli, ancora giovane, intraprese la carriera diplomatica, con un indirizzo di studi di tipo giuridico, entrando in contatto con gli ambienti di corte di Vienna e divenendo Ciambellano di Francesco II dal 1805.
Per merito dell'imperatore venne assegnato all'amministrazione dei domini austriaci nel nord Italia come Governatore della provincia veneta a partire dal 1826, rimanendo in carica sino al 1840. Fu in questi anni che egli dovette sedare il tentativo insurrezionalista dei veneti, dopo la salita al potere di Ferdinando I nel 1835. Nel 1827 venne nominato Consigliere Intimo di Sua Maestà Imperiale.
Successivamente, venne spostato a Milano ove rimase in carica come governatore dal maggio del 1841 al 18 marzo 1848. In quest'ultimo anno venne costretto a dimettersi dalla propria carica a causa delle continue rivolte che portarono in quello stesso anno alla fondazione di un governo provvisorio nel capoluogo lombardo, retto da Gabrio Casati. In sua sostituzione intervenne il Conte Maximilian Karl Lamoral O'Donnell, fidato dell'Imperatore Francesco Giuseppe.
Ritiratosi a vita privata, si spense a Vienna nel 1852.